# Rurima Island
Rurima Island ist eine kleine Insel in der Bay of Plenty im Norden der Nordinsel von Neuseeland.

## Geographie
Die Insel, die 973 m lang ist und an ihrer breitesten Stelle 324 m misst, befindet sich rund 17 km nordwestlich von Whakatāne und rund 8,5 km nördlich des Mündungsgebietes des Rangitaiki River. Rund 715 m östlich der Insel liegt die von Riffs umgebende Insel Moutoki Island und weitere 7 km südostöstlich die 353 m hohe Insel Moutohora Island.
Die Insel, die eine Fläche von 6 Hektar abdeckt, besteht aus einer in der Mitte befindlichen 53 m hohen bewachsenen Erhebung, einer sich nach Nordosten erstreckenden, von Felsen umsäumten Lagune und einer flachen Landzunge, die sich nach Südwesten hin anschließt und an beiden Küstenabschnitten einen Sandstrand aufweist. Eine rund 10 m hohe bewachsene Erhebung schließt die Landzunge ab.
Administrativ zählt Rurima Island zur Region Bay of Plenty.

## Geologie
Der Bereich um die Insel ist vulkanisch aktiv, vom Boot aus kann man im Meer aufsteigende vulkanische Gasblasen beobachten.

## Eigentümer der Insel
Die Insel befindet sich im Besitz des Iwi (Stamm) der Ngati Awa aus Whakatāne.

## Flora und Fauna
Auf der Insel, die mit Pohutukawa-Bäume (Metrosideros excelsa) und Petrel Scrub (Hymenanthra novaezelandiae) bewachsen ist, wurden 47 verschiedene Arten von Flechten festgestellt und Brückenechsen gefunden.

## Tourismus
Das Gebiet um die Insel wird zum Schnorcheln und Kajakfahren genutzt. Die Insel ist mit dem Boot von Whatakane aus in 40 Minuten erreichbar.